# Бандерштат
«Бандерштат» — всеукраїнський «фестиваль українського духу», що проводиться щоліта на Волині, у місті Луцьку та околицях. Він є артвізитівкою цього краю. Вперше проведений 2007 року й відтоді став щорічним.

## Спрямування

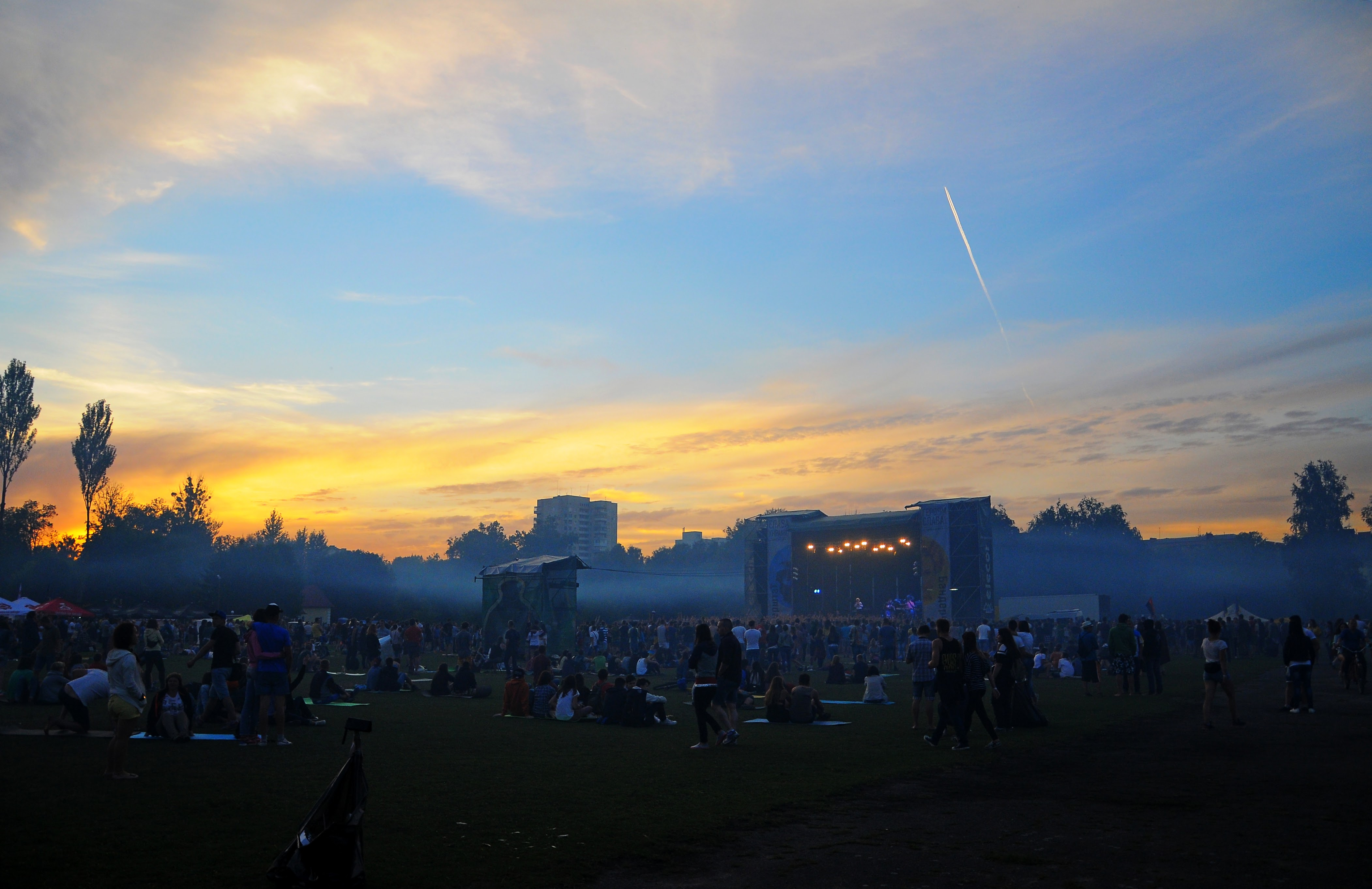
Фестиваль вранці

Фестиваль відбувається щорічно в Луцьку або Рованцях і триває 3 дні. На фестивалі відбуваються виступи українських гуртів, які представляють всі стилі та напрямки сучасної української альтернативної музики. Також відбувається проведення майстер-класів різного спрямування, котрі пропагують проукраїнський стиль мислення, українську мову, культуру, життєву активність тощо. Це безалкогольний фестиваль і, за словами Сергія Мартинюка, саме він започаткував цей тренд, який пізніше підхопили Холодний Яр і ще декілька малих фестивалів.
Фестиваль ставить за мету:
- піднесення української національної ідеї серед молоді та творчих колективів;
- пропагування серед молоді життєвої активності та здорового способу життя;
- увіковічнення образу Степана Бандери як національного символу;
- допомогу обдарованій молоді;
- утвердження бережливого ставлення до навколишнього середовища та екологічного виховання;
- пропаганду української мови, культури, цінностей та рідної музики.

Участь у фестивалі має низку умов:
- він не містить у собі конкурсної основи;
- до участі у фестивалі допускаються виконавці з усіх регіонів України, що мають награний репертуар українською мовою, який не містить жодної антиукраїнської пропаганди, ненормативної лексики, не популяризує шкідливих звичок і пропагує українські цінності;
- участь у фестивалі безкоштовна;
- на фестивалі допускається виключно «живе» виконання;
- відбір учасників і послідовність виступів визначається організаторами;
- команди з інших міст забезпечуються житлом лише на ту добу, на яку припадає їх виступ[2].

## «Бандерштат» за роками

### 2000-і

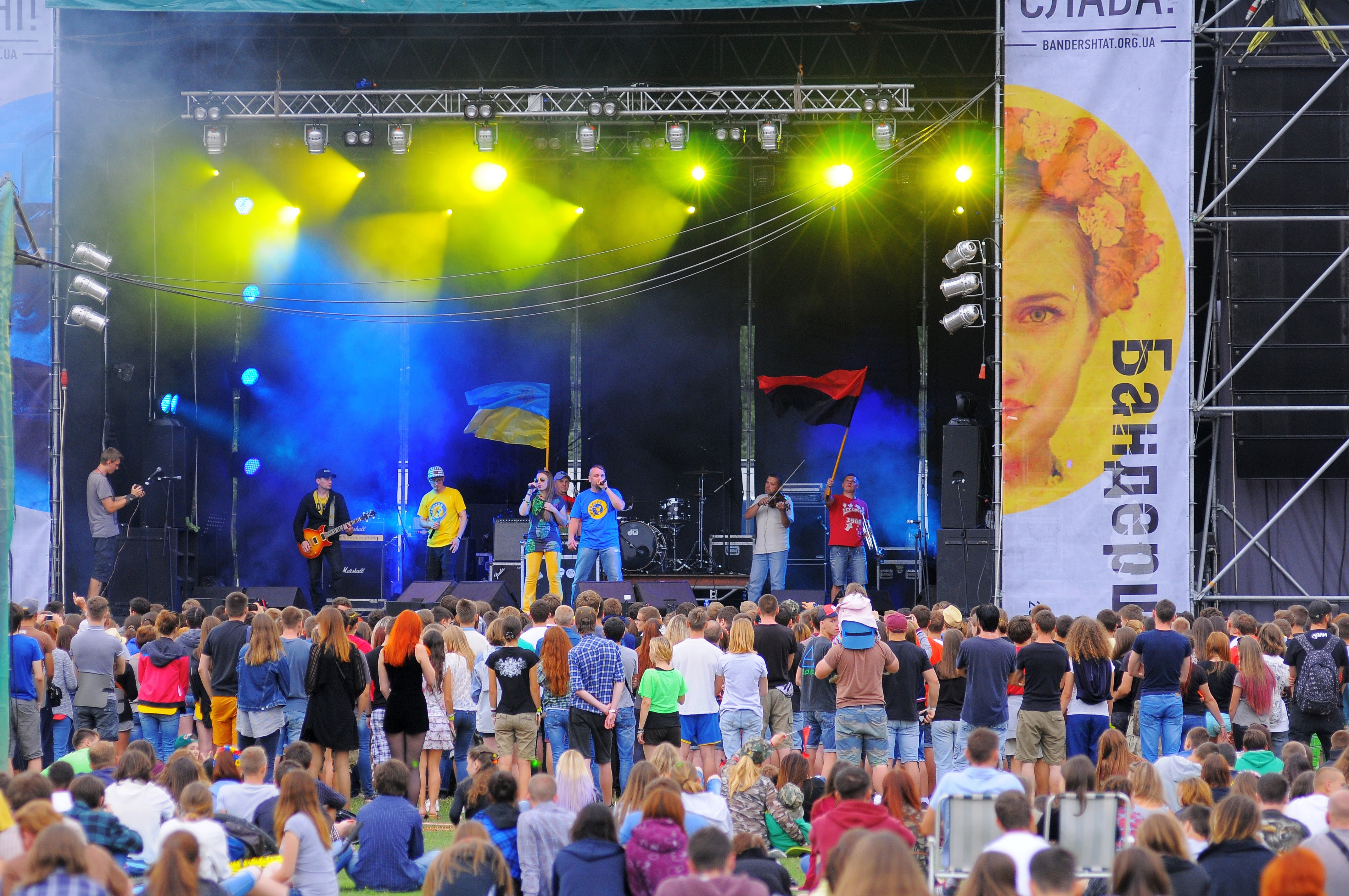
«Бандерштат-2015»

2007. Перший фестиваль «Бандерштат» був присвячений 65-й річниці утворення Української Повстанської Армії. У фестивалі взяло участь 17 музичних колективів з різних регіонів України. 15-16 вересня на фестивалі виступили такі музичні колективи: «В. О.Д.А», «Галас» (Луцьк), «Спалені Вітрила» (Рівне), «Апатія» (Володимир-Волинський), «Underground Dimension» (Івано-Франківськ), «Проджектор Джміль» (Львів), «Sмарагда» (Київ) та «Брем Стокер» (Рівне), «Віскула», «Dispel» (Луцьк), «Softminor» (Ковель), «Breaking Brain Without Aim» (Чернівці), «Н-44» (Луцьк), «Серцевий Напад» (Луцьк-Чернівці), «Де Сенс» (Червоноград), «SLAP» (Луцьк), «Полинове Поле» (Львів), «Тінь Сонця» (Київ). Протягом двох фестивальних днів на заході побувало близько 500 молодих людей переважно з Волині. Були й гості зі Львова, Івано-Франківська, Рівного, Києва тощо.
2008. Програму фестивалю протягом двох днів складали різноманітні мистецькі майстер-класи, спортивні змагання з футболу, волейболу та баскетболу, показові виступи з бойового гопака, паркуру, фрізбі, соксу. Усім запам'ятався велопробіг, який стартував у Луцьку, а завершився уже на території проведення фестивалю. Вперше завітали на «Бандерштат» і члени волинського братства ОУН-УПА, колишні повстанці. Вони були щиро здивовані, що молодь організовує такі заходи, що про них не забувають та віддають шану. Концертну програму склали 22 гурти. Хед-лайнерами першого фестивального дня став відомий на альтернативній сцені львівський гурт «АННА». Закривали ж фестиваль метри українського року — легендарна команда «Кому Вниз».
2009. Захід був присвячений 100-й річниці дня народження Степана Бандери і мав на меті піднесення української національної ідеї серед молоді. Родзинкою дійства стала військово-історична реконструкція бою УПА з НКВС. Більше 5-ти тисяч людей взяли участь у всеукраїнському фестивалі альтернативної музики «Бандерштат-2009», що відбувся 8-9 серпня під Луцьком. Цікавинкою фестивалю також були польоти на параплані в небі над територією заходу. По обіді і до опівночі тривала концертна програма альтернативної музики, учасниками якої були представники з Києва, Херсону, Львова, Рівного, Луцька, Білої Церкви, Чернівців, Червонограда та Володимира-Волинського, а також з Білорусі. Відомими гостями фесту були гурти «Тартак» та «Роллікс» (Херсон).

### 2010-і
2010. Показові виступи та майстер-класи з бойового гопака, патріотичне татуювання та боді-арт, змагання з рукопашного бою, силові ігри, лазертаг, пейнтбол, польоти на дельтаплані, ярмарок української етнічної продукції та ремесел — усе це та багато іншого стало тогорічною невід'ємною частиною фестивалю. Серед відомих та молодих музичних гуртів, які були запрошені оргкомітетом фестивалю були: «ЗЛАМ» (Київ), «Етно XL» (Рівне), «Фіолет» (Луцьк), «King Size» (Луцьк), «Безодня» (Хмельницький), «Веремій» (Київ), «Тінь Сонця» (Київ) та «Роллікс» (Херсон), спеціальним гостем був опозиційний репер із Білорусі «Vinsent». Також на фестивалі діяла літературна сцена, де виступали письменники та поети зі Львова, Луцька, Полтави та Житомира. Приємно зауважити, що на фестивалі було близько 5 тисяч відвідувачів. 

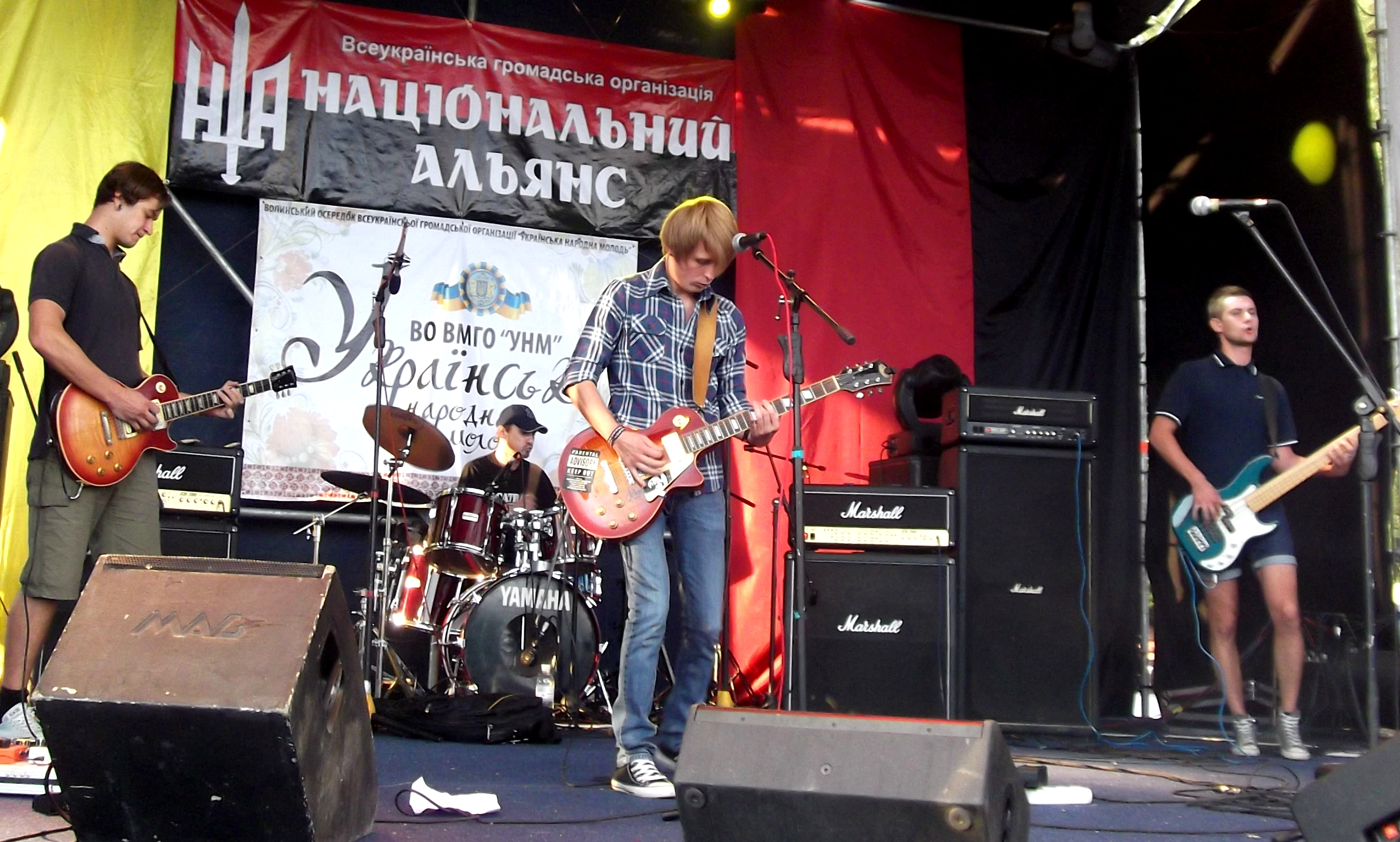
Виступ гурту «Безодня», 2011

2011. Цього року організаторам вдалось зібрати найпотужніший за всю історію фестивалю музичний склад учасників. Крім барда з Рівненщини Володимира Пастушка, участь у концерті взяли гурти TerraKod (Білорусь), Гапочка (Київ), Веремій (Київ), Мерва (Рівне), Андерсон (Київ), Брем Стокер (Рівне), МАРТОВІ (Вінниця), Фіолет (Луцьк), Sweetlo (Київ), Ювелір (Луцьк), Ворст (Рівне), ХуЧ (Львів), CUBE (Луцьк), 4Hours (Луцьк), The Crabs (Рівне), Безодня, Широкий Лан (Калуш), Спалені Вітрила (Рівне), Етсетера (Суми), 30 паралель (Моршин). Хед-лайнерами дійства стали команди «Хорта», «Димна суміш» та «Тартак». В суботу на «Бандерштат» завітав Юрій Шухевич, який поспілкувався з учасниками фестивалю, поділився своїми враженнями про сучасну політичну ситуацію в Україні. Окрім основної музичної сцени на фестивалі вперше була присутня ще й акустична, де виступили понад десяток гуртів з різних міст України. Окрім того, відбувся наймасштабніший націоналістичний флешмоб в Україні. Учасники фестивалю вишикувалися перед сценою та сформували собою великий напис «Бандера».
2012. Шостий фестиваль «Бандерштат» був присвячений 70-літтю створення Української Повстанської Армії. У музичній програмі фестивалю виступили: українські гурти «Kozak System» і «Танок на майдані Конґо», «символ фестивалю» соліст гурту «Тартак» Сашко Положинський, гурт «Кому Вниз» (Київ), Орест Лютий із гуртом «Сталін & Гітлер капут», луцький гурт «Фіолет», рок-гурт «Radio Silence» (Вінниця), «O.Torvald» (Полтава) та багато інших. Важливим заходом «Бандерштату» є зустріч із ветеранами ОУН і УПА, яка відбулася у формі розмови зі слухачами гутірки. Спеціальним гостем став Мирослав Симчич із Івано-Франківщини — легендарний сотенний Української Повстанської Армії, політв'язень ГУЛАГу, відомий тим, що командував найбільш результативним боєм УПА під Космачем у січні 1945 року. Учасники фестивалю влаштували патріотичний флешмоб — люди вибудували зі своїх тіл абревіатуру УПА, яку сфотографували з аероплана. Новинкою на «Бандерштаті» були нічні кіносеанси. Продюсер зі Львова Тарас Чолій привіз на фест українське кіно — «Золотий вересень» та «Срібна Земля». 
2013. Паралельно основним сценам фестивалю, таким, як музична, акустична, гутіркова, літературна, відбулися не менш цікаві заходи. Так, вранці 3 та 4 серпня на гостей «Бандерштату» чекали пізнавальні екскурсії від Центру туристичної інформації. Гутіркова програма фестивалю стала платформою для обговорення важливих для суспільства тем, відбулася зустріч із ветеранами Братства вояків ОУН-УПА Волинського краю імені Клима Савура. На Великій сцені фестивалю виступило 16 гуртів з різних міст України та один гурт з Білорусі: «Етнатерра» (Володимир-Волинський), «Різак» (Калуш), «ЗЛАМ» (Київ), «Кімната Гретхен» (Дніпропетровськ), «KETO» (Луцьк), «Етсетера» (Суми), «Sciana» (Брест, Білорусь), «Golem» (Луцьк), «Механічний Апельсин» (Львів), «PanKe Shava» (Київ), «Триставісім» (Ужгород), «Холодне Сонце» (Тернопіль), «Кораллі» (Івано-Франківськ), «O.Torvald» (Київ), «Залізний Хрест» (Львів) та хедлайнери «Бандерштату» — «Тартак» і «Скрябін». На відвідувачів фестивалю чекала також акустична сцена та нічні кіноперегляди. Акустична сцена працювала дві ночі поспіль, де близько десяти виконавців грали повстанських та ліричних пісень. 
2014. Фестиваль відбувся 1-3 серпня. «Бандерштат» відвідали, окрім Західної України, гості з Донецька, Луганська, Сімферополя, Світловодська, Севастополя, Миколаєва, Одеси, Кіровограда, Москви, Білорусі, Чехії, Польщі, Республіки Конго та Ірландії.

Дискусійним майданчиком, на якому обговорювали нагальні питання сьогодення України, стала Гутіркова сцена «Бандерштату». Відбулися зустрічі із Тарасом Ткаченком — режисером фільму «Повстання духом», документальної історії про бунт українських в'язнів у російському місті Норильськ, Олегом Вишнею — автором суспільно-політичного проекту «Наступна Республіка», Єгором Соболєвим — «головним люстратором» країни, Володимиром Пастушком та Олександром Гучем. До фестивалю завітали члени Братства вояків ОУН-УПА Волинського краю імені Клима Савура. Одразу після гутірок стартувала Головна сцена фестивалю. Відкрив її музичний проект із Луцька «GarageDrumShow». Також на сцені виступили «Part of Universe», «4hours-band», «Широкий лан», «KEtO», «Дикі Серцем», «Брем Стокер», «Веремій», «Мотор'ролла», «Мольфа», «Фіолет», «Різак», «Був'є», «Кому Вниз», «RIZUPS», «Роллікс», ірландський гурт «Cruaсhan», «Скрябін». Традиційного на фестиваль приїхали гості з Білорусі. У 2014 році ними став гурт «Zatoczka». На акустичній сцені виступили гурти «Механічний Апельсин», «Суренж», «Відстань», «SWEETLO» та «Біллі Мілліґан Бенд». Цього дня відбувся патріотичний флешмоб. Понад півтори тисячі учасників фестивалю «Бандерштат» передали послання східному сусіду. Бандерштатівці вибудували зі своїх тіл вислів «ПТН-ПНХ».

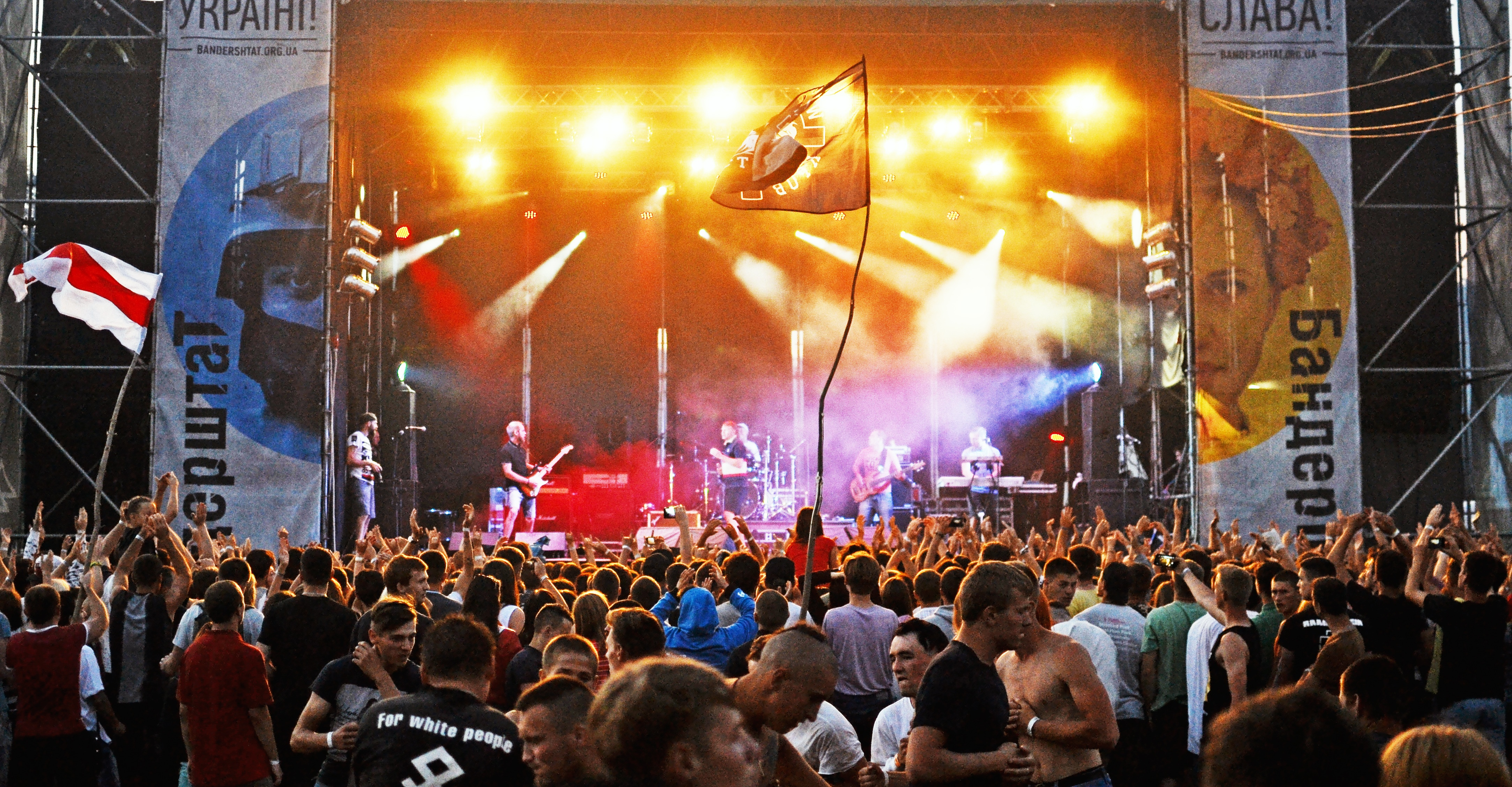
«Бандерштат-2015»

2015. Дев'ятий «Бандерштат» відбувся 1-3 серпня в Луцьку та зібрав 6 тисяч гостей. У наметове містечко поселилося більше тисячі бандерштатівців. Також розширилася і географія фесту. Окрім відвідувачів з усіх областей України, до Луцька завітали кримчани, чехи, білоруси, росіяни, французи, англійці та канадці. 300 вояків з «Азову», «Айдару», «ДУКу», «Дніпра-1» та 14-ї бригади відвідали фестиваль безкоштовно. Безпекою всіх відвідувачів опікувався Цивільний корпус полку «Азов».

Гутірковий майданчик зібрав представників громадських рухів, політиків та мистецтва. Перед аудиторією виступили народний депутат Володимир Парасюк, комбат полку «Дніпро-1» Юрій Береза, режисер Олесь Санін, письменник Василь Шкляр, ветерани УПА, представники Українського Інституту національної пам'яті, сестра Надії Савченко Віра, ведучі фестивалю Вікторія Жуковська та М'яч. Упродовж трьох днів «Бандерштату» тривало Дитяче містечко для найменших відвідувачів. Серед найвідоміших музичних зірок фестивалю — білорусько-український колектив «Brutto», музичний проект «ONUKA», гурти «Тартак», «ФлайzZzа», «O.Torvald», «Роллікс», «Фіолет», «Тінь Сонця», «АННА», «Карна». За виручені кошти з фестивалю українського опору «Бандерштат» 14-й окремій механізованій бригаді Володимира-Волинського придбали тепловізор.
2016. Ювілейний «Бандерштат» відбувся 5-7 серпня у луцькому Центральному парку. Цьогоріч на «Бандерштат» завітали 9 тисяч людей. Така кількість гостей стала рекордною для дійства. Відвідувачі з'їхалися з усіх куточків України та з-за кордону, зокрема з Ізраїлю, Франції, США, Польщі, Білорусі, Росії. 2600 наметів розмістилося у фестивальному містечку на території іподрому. 650 бійців АТО відвідали Бандерштат безкоштовно.
На головній сцені виступали гурт «FREEDOM» із Луцька, «ARLETT» із Білої Церкви, «АННА», «Фіолет», «РОЛЛІКС», «Брати Гадюкіни», «Тартак», «Brutto», «O.Torvald», «Джамала», «Гайдамаки», «Антитіла», «Жадан і Собаки», «Веремій», «Morphine Suffering», «Epolets», «Stoned Jesus», «Карна».
2017. Одинадцятий фестиваль вібувся 4-6 серпня неподалік Луцька в селі Рованці. Для зручності гостей організатори облаштували понтонний міст, який з'єднує село Рованці із Центральним парком Луцька. Нова локація «Бандерштату» дозволила вперше вмістити три музичні сцени різних стилів. За три дні дійство зібрало 12 тисяч осіб. Приїхали фестивальники з усіх куточків України. Найбільше гостей було зі Львова, Києва, Рівного та Луцька. Були і відвідувачі з інших країн: Італія, Ізраїль, Австрія, Японія, Німеччини, Білорусі, Франції та США. Значна частина відвідувачів мешкала у наметовому містечку. Так, на території розмістилося більше 2 тисяч наметів.
Дебютували на фестивалі «Бумбокс», «Воплі Відоплясова», «Крихітка», «Без обмежень», «Ot Vinta!», «Vivienne Mort», «Один в каное», Anatoly Tapolsky. Загалом виступило 60 гуртів. Окрім музичної програми на «Бандерштаті» були традиційні гутірки. Зокрема відбулися зустрічі з в.о. міністра охорони здоров'я Уляною Супрун, музикантом Олегом Скрипкою, відомим журналістом Романом Скрипіним, економістом Павлом Шереметою, госпітальєром Яною Зінкевич. Вперше на «Бандерштаті» відбувся «UA Made Fest». До ярмарку долучилося 12 виробників вітчизняного одягу. Крім того, було 65 точок продажу хенд-мейд товарів. Учасники фестивалю також взяли участь у патріотичному флешмобі, присвяченому річниці створення Української повстанської армії. Кілька тисяч бандерштатівців сформували напис «УПА 75». «BanderFoodFest» почастував гостей фестивалю різноманітною їжею. Дитяче містечко дозволило гостям прийти на фестиваль усією родиною. Насиченою була спортивна програма. Були також літературні ранкування та нічні кінопокази.
2018. Дванадцятий «Бандерштат» відбувався 3-5 серпня в Рованцях, його відвідало близько 14 тисяч осіб з усієї України, а також гості з Білорусі, Польщі, Німеччини, Китаю, Сполучених Штатів Америки, Нової Зеландії, Австралії, Великої Британії, Росії.
За три дні фестивалю на музичних сценах виступило 63 гурти: «Тартак», «Друга Ріка», «O'torvald», «Без Обмежень», «Am Giant» (New Zealand), Тарас Чубай та «Плач Єремії», «Один в каное», «Sunset Trail» (Czech Republic), Арсен Мірзоян, Христина Соловій, «Karna», Joryj Kłoc, «New Deadline» (Finland), «Yurcash», «Жадан і Собаки», «Роллікс», «АННА», «NaviBand» (BY), «Мері», «Morphine Suffering», «WRCKG» (Netherlands), «Katya Chilly Group 432 ГЦ», «PAVLIK OVERDRIVE», «Борщ», Dj Tapolsky, «Space Of Variations», «The Hypnotunez», «Біла Вежа», «Настя Зникає», «Arlett», «Ніагара», «Чумацький Шлях», «5 Vymir», «Roll Models», «LETAY», «Dimicandum», «MegamasS», «[O]», «Adam», «KRUT», Женя Скрудж, «The Nietzsche», «DASH», «Jazzforacat», «Пташник», «Mari Cheba», «Motanka», Alex Jazz, «Claudless», «Farinhate», Артур Данієлян, «PANCHYSHYN», «KRICHUSS», «Jillhouse», «Atlantic With», «Zerno», «Pallilap», «Time Shadow», «Count on me».
Гостями гутіркової сцени стали: ветерани УПА, Андрій Садовий, Сергій Іванов, Олександр Шевченко, Зураб Аласанія, Євген Галич, представники громадського руху «Твоя країна», Артем Галицький, Андрій Білецький, Сергій Стерненко, Максим Коцюба, Ольга Юркова, Володимир Парасюк, представники Суспільно-культурного мультимедійного видання «Ukraїner», Євген Карась, Юрко Журавель, Олеся Ісаюк.
На літературній сцені виступили: Любко Дереш, Макс Кідрук, Іван Байдак, Сергій Жадан, Павло Кучер, Дмитро Лазуткін, Володимир Лис.
Окрім цього, на території фестивалю працювало ще близько 30 локацій: дитяче містечко, спортивна зона, Food court, Алея громадських організацій, Зона неформальної освіти, нічна ватра, історична реконструкція, ярмарок українських майстрів, військовий гарнізон, книжковий ярмарок та ін.
Під час «Бандерштату» відбувся патріотичний флешмоб. Ввечері другого фестивального дня, близько двох тисяч відвідувачів за допомогою ліхтариків та екранів мобільних телефонів виклали величезне слово FREE для підтримки українців, яких незаконно утримують у в'язницях в Росії.
2019. «Бандерштат» цього року відбувся 2-4 серпня в селі Рованці. Територію було обнесено тимчасовим парканом. Фестиваль відвідали 10700 осіб, з них 2213 учасників бойових дій. Крім українців були гості з США, ОАЕ, Ізраїлю, Франції, Польщі та Білорусі. організація відбулася за підтримки Міністерства культури України, оскільки фестиваль здобув перемогу в конкурсі проектів громад «Малі міста — великі враження». Також партнерами фестивалю стали Луцька міська рада та Боратинська об'єднана територіальна громада.
Виступили Сергій Василюк («Тінь Сонця»), та Святослав Бойко і Олександр Козинець («Широкий Лан»), гурти «Бумбокс», «Тартак», «Kozak System», «Один в каное», «Vivienne Mort», «Space of Variations», «KARNA», «Epolets», «Qarpa», «Роллікс», «Фіолет», «Жадан і Собаки», «FliT», «BAKENBARDY», «DETACH», «Гурт [O]», діджеї Dj Tapolsky, Micik Gonibez та Dan Alien.
Особливістю фестивалю стала літературна сцена, яка зібрала поетів та письменників України: Ірена Карпа (презентувала свій новий роман «Добрі новини з Аральського моря»), Юрко Іздрик, Олександр Ірванець, Макс Кідрук, Дмитро Лазуткін, Іван Семесюк, Павло Матюша, Ігор Астапенко, Павло Коробчук, Олександра Гонтар. Артдиректор фестивалю Сергій «Колос» Мартинюк, презентував свій роман «Капітан Смуток». Також діяли майданчики рукоділля, зони рухливих та настільних ігор, нічний «Horror quest».
Гутіркову сцену відкрило братство ветеранів ОУН-УПА. Піднімалися питання ініціативи «Хто замовив Катю Гандзюк»; сортування сміття, еко-упаковки та еко-волонтерського руху, підготовки та перемоги ветеранів у Іграх Нескорених, жіночого волонтерського руху, рідної мови, проекту «Амбасадор», фільму «Невидимий батальйон». У знак підтримки полонених моряків, які 25 листопада 2018 року були незаконно захоплені російськими військовими та утримуються на території країни-агресора, учасники фестивалю сформували сяйливу фігуру якоря.

### 2020-і
2020. Чотирнадцятий фестиваль через пандемію COVID-19 відбувався онлайн 7-9 серпня. Виступали гурти «O.Torvald», «БEZ ОБМЕЖЕНЬ», «KARNA», «Тартак», «Фіолет», «Тінь сонця», «Kozak System», «Entree», «PANCHYSHYN», а також Іван Марунич. Трансляція їхніх виступів відбувалася на ютуб-каналі фестивалю, а також в ефірі радіо «Промінь». В той же час під відкритим небом для обмеженого кола відвідувачів відбувалися традиційні гутірки та спортивні заходи. В парку імені Лесі Українки також відбувався публічний перегляд «Бандерштату». Продані заздалегідь квитки було вирішено зробити дійсними на фестивалі наступного року.
2021. Тривав з 6 по 8 серпня в Рованцях, був присвячений 30-й річниці Незалежності України. На фестивалі виступали гурти «Бумбокс», «БEZ ОБМЕЖЕНЬ», «ТНМК», Олександр Положинський, «Карна», «Жадан і Собаки», Саша Чемеров, «Фіолет», «Один в каное», «Mad heads», «ФлайzZа», «Серцевий напад», «Широкий лан», «Marmur» і «Цвях».
На окремій акустичній сцені виступали Сергій Присяжний («Мотор'ролла»), Сергій Василюк («Тінь Сонця»), Святослав Бойко («Широкий Лан»), Наталія Лосєва. Діяли традиційні гутірки, дитяче містечко, виступав клуб середньовічного бою «Айна Бера».
«Бандерштат» відвідали такі відомі особи, як письменник і музикант Сергій Жадан, адвокатка родин Героїв Небесної Сотні Євгенія Закревська, журналіст і блогер Денис Казанський, музикант, художник, вокаліст гурту «Ot Vinta!» Юрій Журавель, телеведуча, волонтерка, президент мистецької агенції «Територія А» Анжеліка Рудницька, засновник видавництва «Наш Формат» Владислав Кириченко, народна депутатка Соломія Бобровська, громадський діяч Сергій Стерненко, співзасновниця і головна редакторка «Видавництва Старого Лева» Мар'яна Савка, фронтмен гурту «Фіолет», письменник, артдиректор фестивалю «Бандерштат» Сергій Мартинюк, фітнес-тренер Віктор Мандзяк та інші.
На «Бандерштаті» організували центр вакцинації від COVID-19 за підтримки Міністерства охорони здоров'я України. Вхід був вільним для людей з інвалідністю, учасників бойових дій і дітей до 12-и років.
Вперше на фестивалі виступив військовий оркестр Луцького прикордонного загону, який разом з Олександром Положинським виконав три композиції. 
2022. Шістнадцятий фестиваль мав відбутися 5-7 серпня у селі Рованці. Через повномасштабну російську військову агресію його скасували. Куплені квитки організатори оголосили дійсними на наступний фестиваль.
2023. Замість фестивалю за зразком попередніх років 16 та 17 серпня у Луцьку відбувся захід «Школа Бандерштату» з навчання основам організації й управління масштабними проєктами, критичному менеджменту.